# Procleomenes philippinensis
Procleomenes philippinensis är en skalbaggsart som beskrevs av Tatsuya Niisato och Antonio Vives 2005. Procleomenes philippinensis ingår i släktet Procleomenes och familjen långhorningar.
Artens utbredningsområde är Filippinerna. Inga underarter finns listade i Catalogue of Life.